# Бањевци
Бањевци су насељено мјесто у Далмацији. Припадају општини Станковци, у Задарској жупанији, Република Хрватска.

## Географија
Бањевци се налазе око 3 км југозападно од Станковаца.

## Историја
Насеље се до територијалне реорганизације у Хрватској налазило у некадашњој великој општини Бенковац.

## Становништво
Према попису становништва из 2011. године, насеље Бањевци су имали 447 становника.
| Демографија | Демографија | Демографија |
| Година      | Становника  | Становника  |
| ----------- | ----------- | ----------- |
| 1971.       | 775         |             |
| 1981.       | 622         |             |
| 1991.       | 572         |             |
| 2001.       | 474         |             |
| 2011.       |             | 447         |

## Попис1991.
На попису становништва 1991. године, насељено место Бањевци је имало 572 становника, следећег националног састава:
| Попис 1991.‍  | Попис 1991.‍  | Попис 1991.‍ | Попис 1991.‍ | Попис 1991.‍ |
| ------------ | ------------ | ----------- | ----------- | ----------- |
|              |              |             |             |             |
| Хрвати       | Хрвати       |             | 564         | 98,60%      |
| неопредељени | неопредељени |             | 5           | 0,87%       |
| непознато    | непознато    |             | 3           | 0,52%       |
| укупно: 572  |              |             |             |             |